# Lekkoatletyka na Igrzyskach Azji Wschodniej 2009

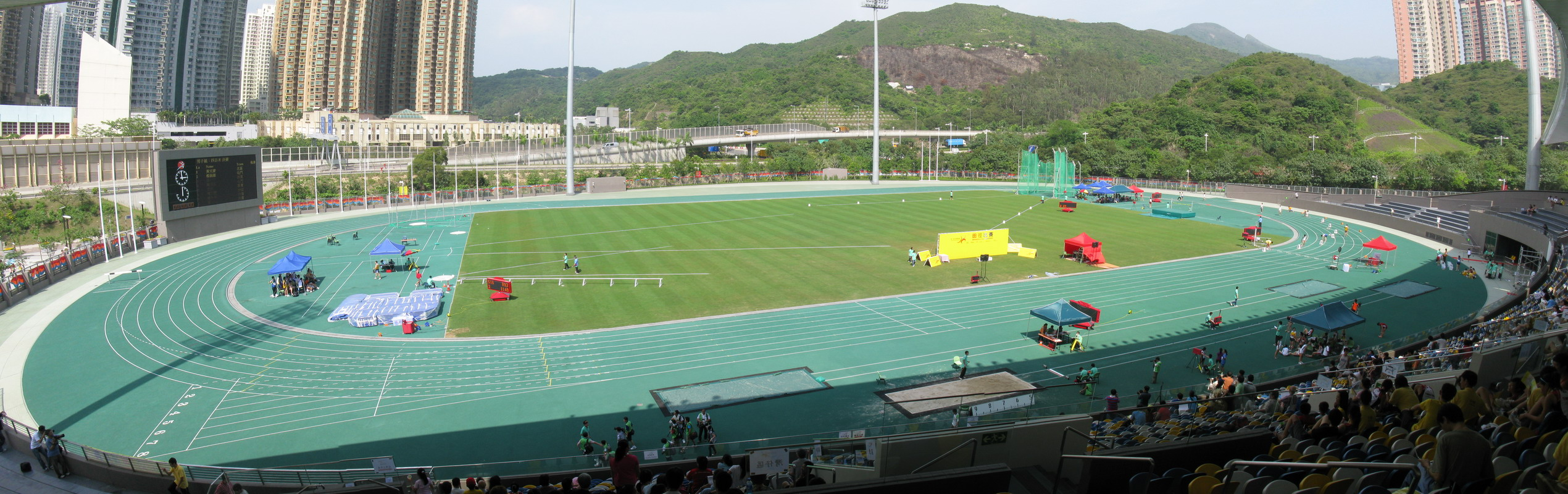
Stadion w Hongkongu

Lekkoatletyka na Igrzyskach Azji Wschodniej 2009 – zawody lekkoatletyczne, które rozegrano od 10 do 13 grudnia w Hongkongu. Areną zmagań sportowców był Tseung Kwan O Sports Ground.

## Rezultaty

### Mężczyźni
| Konkurencja:          | Złoto                                                                            | Wynik      | Srebro                                                                 | Wynik    | Brąz                                                                          | Wynik    |
| 100 m                 | Su Bingtian                                                                      | 10,33      | Shintaro Kimura                                                        | 10,39    | Yi Wei-chen                                                                   | 10,45    |
| 200 m                 | Kenji Fujimitsu                                                                  | 20,91      | Yeo Ho-sua                                                             | 21,27    | Sota Kawatsura                                                                | 21,43    |
| 400 m                 | Liu Xiaosheng                                                                    | 46,72      | Park Bong-go                                                           | 46,96    | Yusuke Ishitsuka                                                              | 47,12    |
| 800 m                 | Ryosuke Awazu                                                                    | 1:50,66    | Park Jung-jin                                                          | 1:50,83  | Gao Congcong                                                                  | 1:50,92  |
| 1500 m                | Yasunori Murakami                                                                | 3:46,24 CR | Zhang Haikun                                                           | 3:50,33  | Yuichiro Ueno                                                                 | 3:55,11  |
| 5000 m                | Li Zicheng                                                                       | 13:53,48   | Yuki Matsuoka                                                          | 13:58,00 | Yuichiro Ueno                                                                 | 14:18,90 |
| 10000 m               | Kensuke Takezawa                                                                 | 30:18,91   | Li Zicheng                                                             | 30:19,99 | Ho Chin-ping                                                                  | 30:52,70 |
| 110 m przez płotki    | Liu Xiang                                                                        | 13,66      | Ji Wei                                                                 | 13,88    | Park Tae-kyong                                                                | 14,02    |
| 400 m przez płotki    | Naohiro Kawakita                                                                 | 50,61      | Meng Yan                                                               | 50,99    | Yuta Imazeki                                                                  | 51,20    |
| 3000 m z przeszkodami | Sun Wenli                                                                        | 9:01,88    | Takayuki Matsuura                                                      | 9:03,89  | Wu Wen-chien                                                                  | 9:04,48  |
| Sztafeta 4 x 100      | Chińskie Tajpej · Tu Chia-lin · Liu Yuan-kai · Tsai Meng-lin · Yi Wei-chen       | 39,31      | Japonia · Takumi Kuki · Shintaro Kimura · Kenji Fujimitsu · Shogo Arao | 39,40    | Chiny · Yu Liangliang · Li Mingxuan · Su Bingtian · Hu Kai                    | 39,86    |
| Sztafeta 4 x 400      | Japonia · Yuta Imazeki · Yusuke Ishizuka · Naohiro Kawakita · Yoshihiro Horigome | 3:07,08    | Chiny · Li Mingxuan · Cui Haojing · Meng Yan · Liu Xiaosheng           | 3:08,63  | Chińskie Tajpej · Tsai Meng-lin · Liu Yuan-kai · Chang Chi-sheng · Chen Chieh | 3:10,47  |
| Półmaraton            | Tomoya Onishi                                                                    | 1:06:05    | Pak Song-chol                                                          | 1:06:05  | Chang Chia-che                                                                | 1:06:30  |
| Chód na 20 km         | Yu Wei                                                                           | 1:26:46    | Koichiro Morioka                                                       | 1:26:47  | Kim Hyun-sub                                                                  | 1:26:59  |
| Skok wzwyż            | Hikaru Tsuchiya                                                                  | 2,18       | Zhao Kuansong                                                          | 2,18     | Wang Chen                                                                     | 2,18     |
| Skok o tyczce         | Hiroki Ogita                                                                     | 5,30       | Hiroki Sasase                                                          | 5,30     | Hsieh Chia-han                                                                | 4,80     |
| Skok w dal            | Li Jinzhe                                                                        | 7,85       | Naohiro Shinada                                                        | 7,73     | Rikiya Saruyama                                                               | 7,71     |
| Trójskok              | Yohei Kajikawa                                                                   | 16,15      | Yu Jae-hyeok                                                           | 15,61    | Si Kuan Wong                                                                  | 15,29    |
| Pchnięcie kulą        | Zhang Jun                                                                        | 20,41 CR   | Chang Ming-huang                                                       | 18,33    | Yohei Murakawa                                                                | 17,58    |
| Rzut dyskiem          | Shiro Kobayashi                                                                  | 55,98      | Wang Yao-hui                                                           | 55,18    | Chang Ming-huang                                                              | 54,92    |
| Rzut młotem           | Hiroaki Doi                                                                      | 71,25      | Ma Liang                                                               | 70,74    | Hiroshi Noguchi                                                               | 67,40    |
| Rzut oszczepem        | Qin Qiang                                                                        | 80,41      | Zhao Qinggang                                                          | 79,62    | Chen Yu-wen                                                                   | 72,41    |
| Dziesięciobój         | Qi Haifeng                                                                       | 7747 pkt   | Daisuke Ikeda                                                          | 7596 pkt | Ng Chit Wing                                                                  | 5976 pkt |

### Kobiety
| Konkurencja:          | Złoto                                                      | Wynik    | Srebro                                                              | Wynik    | Brąz                                                                            | Wynik    |
| 100 m                 | Tao Yujia                                                  | 11,70    | Mayumi Watanabe                                                     | 11,83    | Maki Wada                                                                       | 12,06    |
| 200 m                 | Jiang Lan                                                  | 23,92    | Hang Ling                                                           | 24,24    | Yuka Nagakura                                                                   | 24,88    |
| 400 m                 | Chen Jingwen                                               | 53,52    | Tang Xiaoyin                                                        | 53,84    | Miho Shingu                                                                     | 55,37    |
| 800 m                 | Liu Qing                                                   | 2:06,41  | Akari Kishikawa                                                     | 2:07,21  | Manami Mashita                                                                  | 2:07,42  |
| 1500 m                | Liu Qing                                                   | 4:21,64  | Shinetsetseg Chuluunkhuu                                            | 4:39,47  | Yiu Kit Ching                                                                   | 4:40,71  |
| 5000 m                | Yuriko Kobayashi                                           | 16:46,86 | Jia Chaofeng                                                        | 16:47,04 | Leong Yuen Fan                                                                  | 19:38,83 |
| 10000 m               | Kayo Sugihara                                              | 33:55,43 | Jia Chaofeng                                                        | 34:50,22 | Battsetseg Baatarkhuu                                                           | 37:04,86 |
| 100 m przez płotki    | Sun Yawei                                                  | 13,13    | Mami Ishino                                                         | 13,42    | Li Wang                                                                         | 13,57    |
| 400 m przez płotki    | Miyabi Tago                                                | 59,23    | Kana Tsuru                                                          | 59,70    | Chang Ai-hua                                                                    | 1:03.57  |
| 3000 m z przeszkodami | Li Zhenzhu                                                 | 10:00,17 | Minori Hayakari                                                     | 10:07,01 | Yiu Kit Ching                                                                   | 11:26,03 |
| Sztafeta 4 x 100      | Chiny · Tao Yujia · Jiang Lan · Han Ling · Tang Xiaoyin    | 44,69    | Japonia · Nodoka Seko · Mayumi Watanabe · Kaoru Matsuda · Maki Wada | 44,89    | Hongkong · Hui Man Ling · Leung Hau Sze · Wan Kin Yee · Chan Ho Yee             | 45,71    |
| Sztafeta 4 x 400      | Chiny · Han Ling · Tang Xiaoyin · Jiang Lan · Chen Jingwen | 3:37,72  | Japonia · Miho Shingu · Kana Tsuru · Yuka Nagakura · Mayu Horie     | 3:42,18  | Chińskie Tajpej · Chen Shu-chuan · Chang Ai-hua · Liao Ching-hsien · Liu Wen-yi | 3:51,08  |
| Półmaraton            | Kim Kum-ok                                                 | 1:11.55  | Yuri Kano                                                           | 1:12:03  | Yoko Miyauchi                                                                   | 1:12:36  |
| Chód na 20 km         | Li Yanfei                                                  | 1:35:33  | Kumi Otoshi                                                         | 1:35:40  | Yang Mingxia                                                                    | 1:45:06  |
| Skok wzwyż            | Zheng Xingjuan                                             | 1,88     | Yuki Mimura                                                         | 1,79     | Yip Hiu Laam                                                                    | 1,60     |
| Skok o tyczce         | Lim Eun-ji                                                 | 4,20     | Li Ling                                                             | 4,05     | Tomomi Abiko                                                                    | 3,90     |
| Skok w dal            | Chen Yaling                                                | 6,30     | Saeko Okayama                                                       | 6,28     | Lu Minjia                                                                       | 6,24     |
| Trójskok              | Hye Kyung-jung                                             | 13,56w   | Sayuri Takeda                                                       | 12,80    | Tse Mang Chi                                                                    | 12,30    |
| Pchnięcie kulą        | Li Ling                                                    | 17,95    | Li Meiju                                                            | 16,74    | Lin Chia-ying                                                                   | 15,47    |
| Rzut dyskiem          | Li Yanfeng                                                 | 64,66 CR | Xu Shaoyang                                                         | 56,04    | Li Wen-hua                                                                      | 55,35    |
| Rzut młotem           | Wang Zheng                                                 | 67,06    | Masumi Aya                                                          | 59,56    | Lee Jae-young                                                                   | 50,69    |
| Rzut oszczepem        | Liu Chunhua                                                | 60,05    | Zhang Li                                                            | 58,12    | Emika Yoshida                                                                   | 54,27    |
| Siedmiobój            | Yuki Nakata                                                | 5717 pkt | Lee Eun-im                                                          | 4608 pkt |                                                                                 |          |

## Klasyfikacja medalowa
| Miejsce | Kraj             | Złoto | Srebro | Brąz | Razem |
| 1       | Chiny            | 26    | 16     | 6    | 48    |
| 2       | Japonia          | 16    | 21     | 15   | 52    |
| 3       | Korea Południowa | 2     | 5      | 3    | 10    |
| 4       | Chińskie Tajpej  | 1     | 2      | 12   | 15    |
| 5       | Korea Północna   | 1     | 1      | 0    | 2     |
| 6       | Mongolia         | 0     | 1      | 1    | 2     |
| 7       | Hongkong         | 0     | 0      | 7    | 7     |
| 8       | Makau            | 0     | 0      | 1    | 1     |